# Közönséges tok
A közönséges tok (Acipenser sturio) a csontos halak (Osteichthyes) főosztályának a sugarasúszójú halak (Actinopterygii) osztályába, ezen belül a tokalakúak (Acipenseriformes) rendjébe és a valódi tokfélék (Acipenseridae) családjába tartozó faj.
A közönséges tok a természet élő ősmaradványainak része. A dinoszauruszok kora óta csak keveset változott. Elődei a gyakori tengeri halak közé tartoztak. Az Acipenser halnem típusfaja.

## Előfordulása
A közönséges tok a Fekete-tengerben és mellékfolyóiban, a Földközi-tenger északi részén, az Atlanti-óceán északkeleti partjai mentén, Marokkótól Norvégia északi részéig terjedt el. A túlhalászás, a környezetszennyezés és a gátak az ívásra alkalmas folyókon erősen csökkentették a tokállományt. Ma a közönséges tokot teljes elterjedési területén a kihalás fenyegeti, keleten talán valamivel kevésbé.

## Megjelenése
A hím hossza 100-150 centiméter, a nőstény 130-215 centiméter, de akár az 550 centimétert is elérheti. Testtömege több mint 200 kilogramm. A közönséges tokot hátán, oldalán és hasán csontos pajzsok, megcsontosodott lemezek fedik; ezek 5 hosszanti sorban helyezkednek el. Feltételezhetően az a szerepük, hogy megvédjék az állatot ellenségeitől. Hátúszója egészen hátul van, farokúszójának felső lebenye meghosszabbodott. A pofa alatti érzékeny tapogatók megérzik a zsákmányt a folyó vagy a tenger fenekén. A tok hegyes pofájával kapja el a zsákmányt. Szájában nincsen fog. Szájszöglete soha nem éri el a fej oldalát; a bajuszszálak keresztmetszete kerek, a kopoltyúk bőrén hátrafelé nincsenek szabad ráncok, hanem az isztmusszal összenőttek. Orra körülbelül feleolyan hosszú, mint az egész fej. A rojtok nélküli bajuszszálak visszahajtva nem érnek a száj széléig. Hátának színe a hamuszürkétől a barnásszürkéig terjed, zöldes fénnyel. A hasoldal sárgás vagy fehér, ezüstös csillogással.

## Életmódja
A közönséges tok vándorhal, és a tenger fenekén él. Tápláléka rákok, csigák, kagylók, kis halak és férgek. Az állat 100 évig is élhet.

## Szaporodása
A hím 7-9, a nőstény 8-14 éves korban válik ivaréretté. Az ívási időszak június–július között van. A nőstény akár 2.5 millió ikrát is rakhat. Ezek a 2,5 milliméteres ikrák letapadnak a mederben levő kavicsokra, és három hét múlva kikelnek az ivadékok. Az éppen kikelt lárva körülbelül 9 milliméter hosszú. Farka csak csökevényes, és a szikhólyagokból táplálkozik. Körülbelül 6-12 hónap múlva már megjelenik a csőrös pofa és a bajuszszálak előzményei. A tok három évig édesvízben növekszik, mielőtt a tengerhez úszna.

## Képek

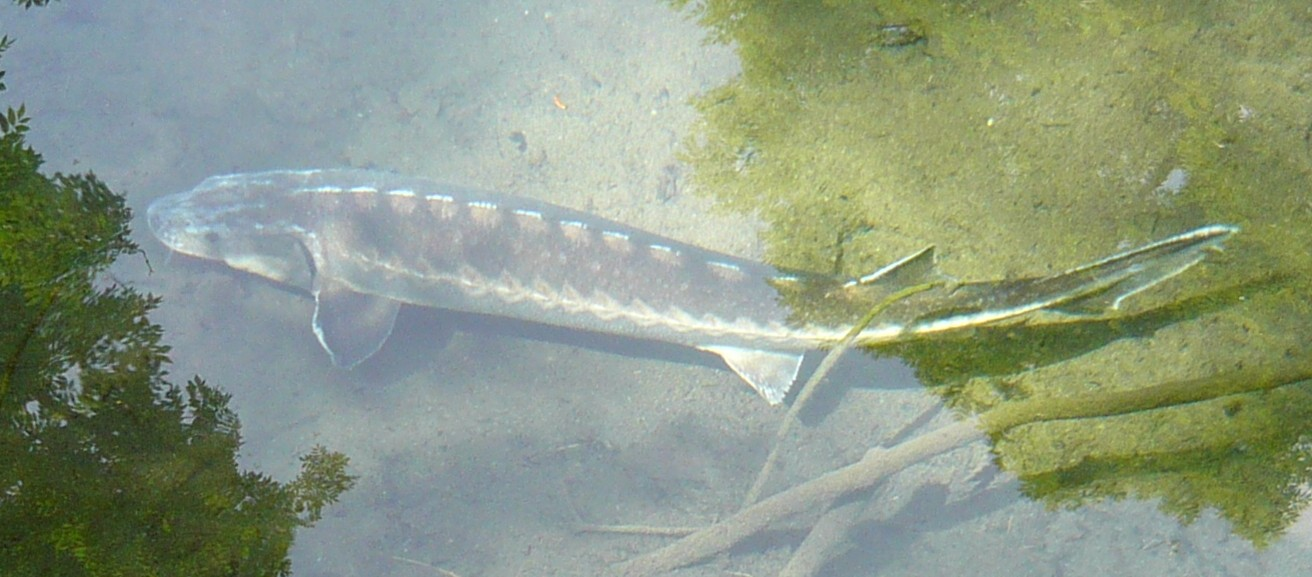
A természetes élőhelyén
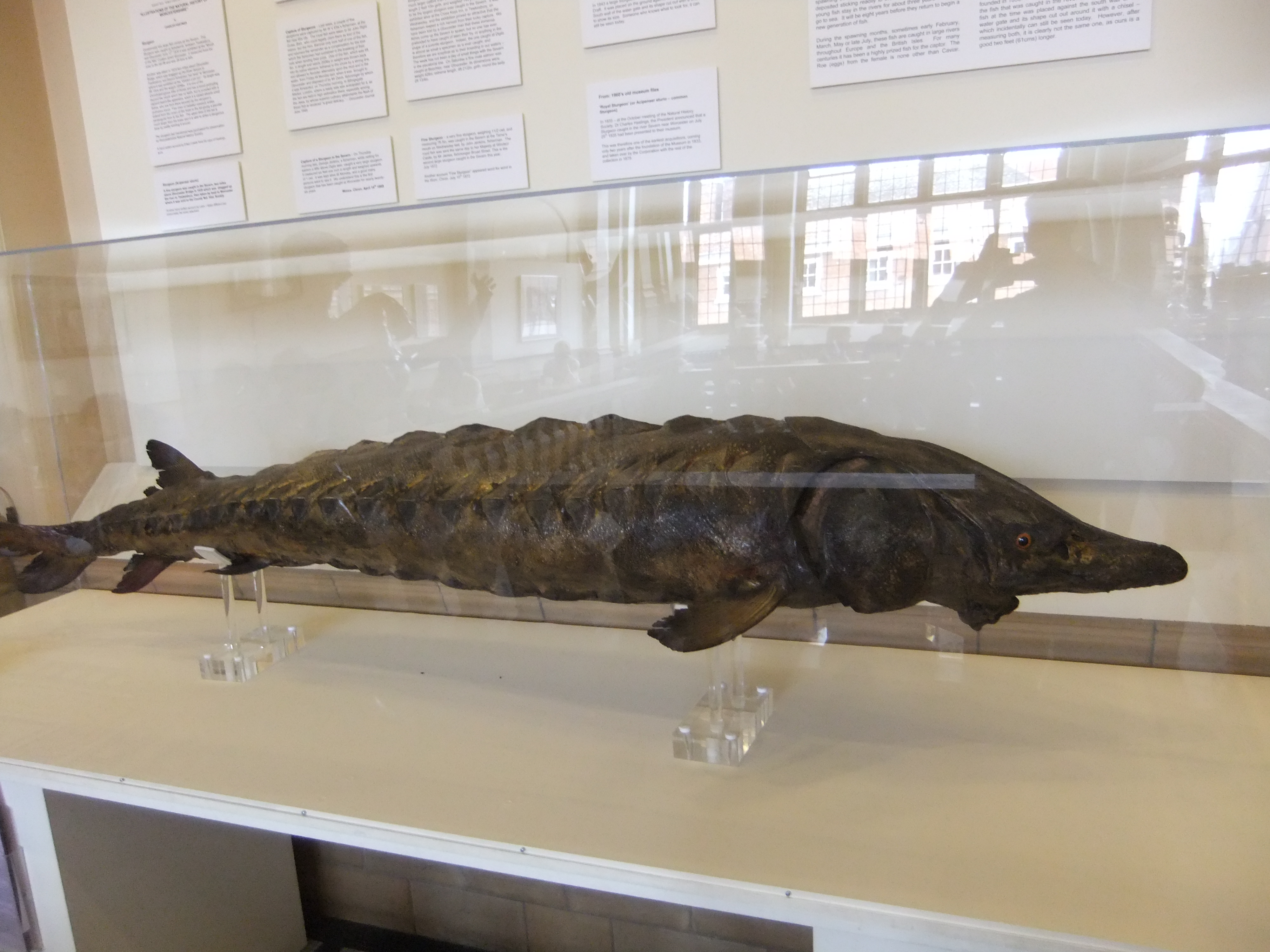
Kitömött példány
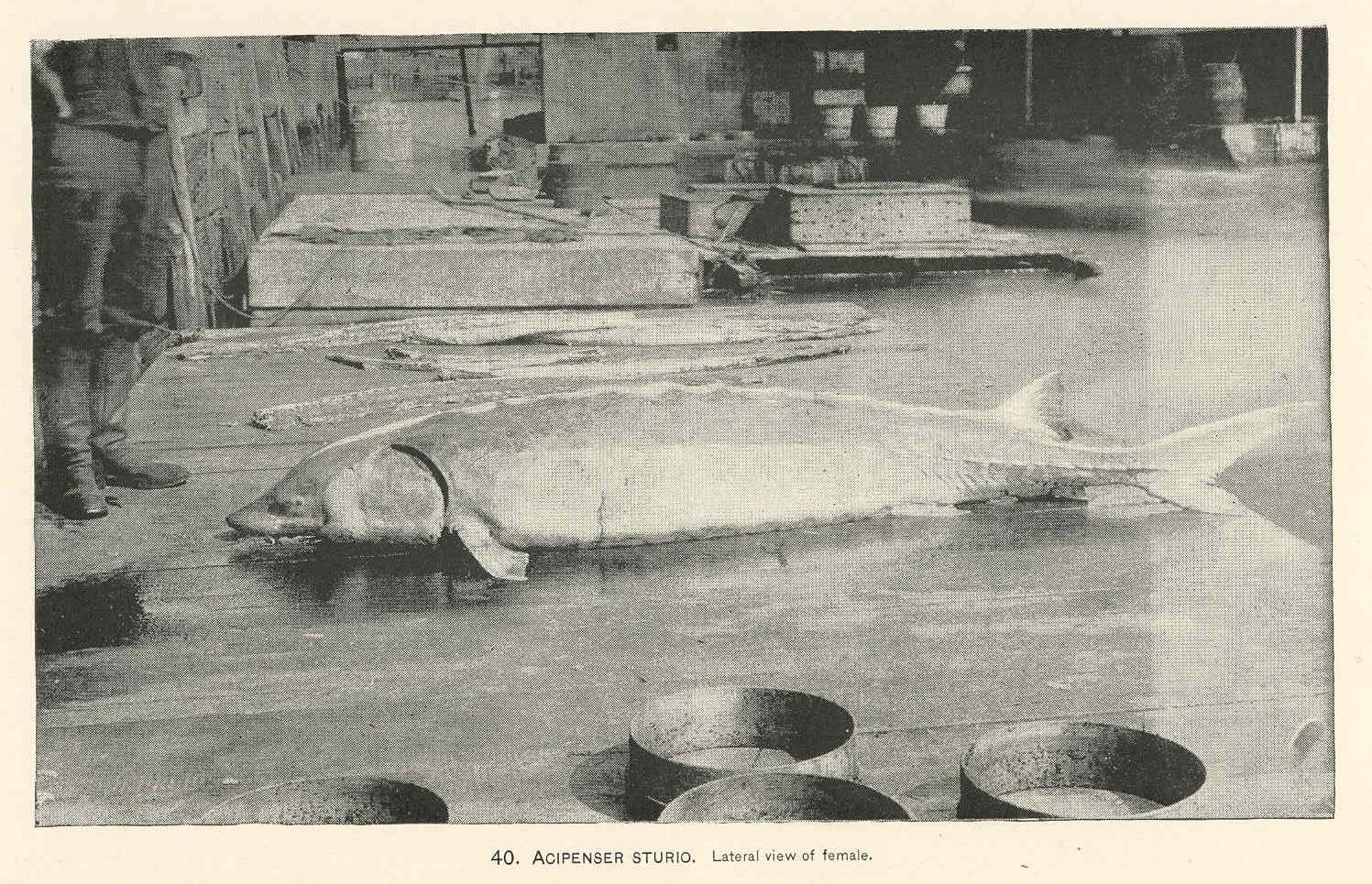
Archív kép egy kifogott nőstényről
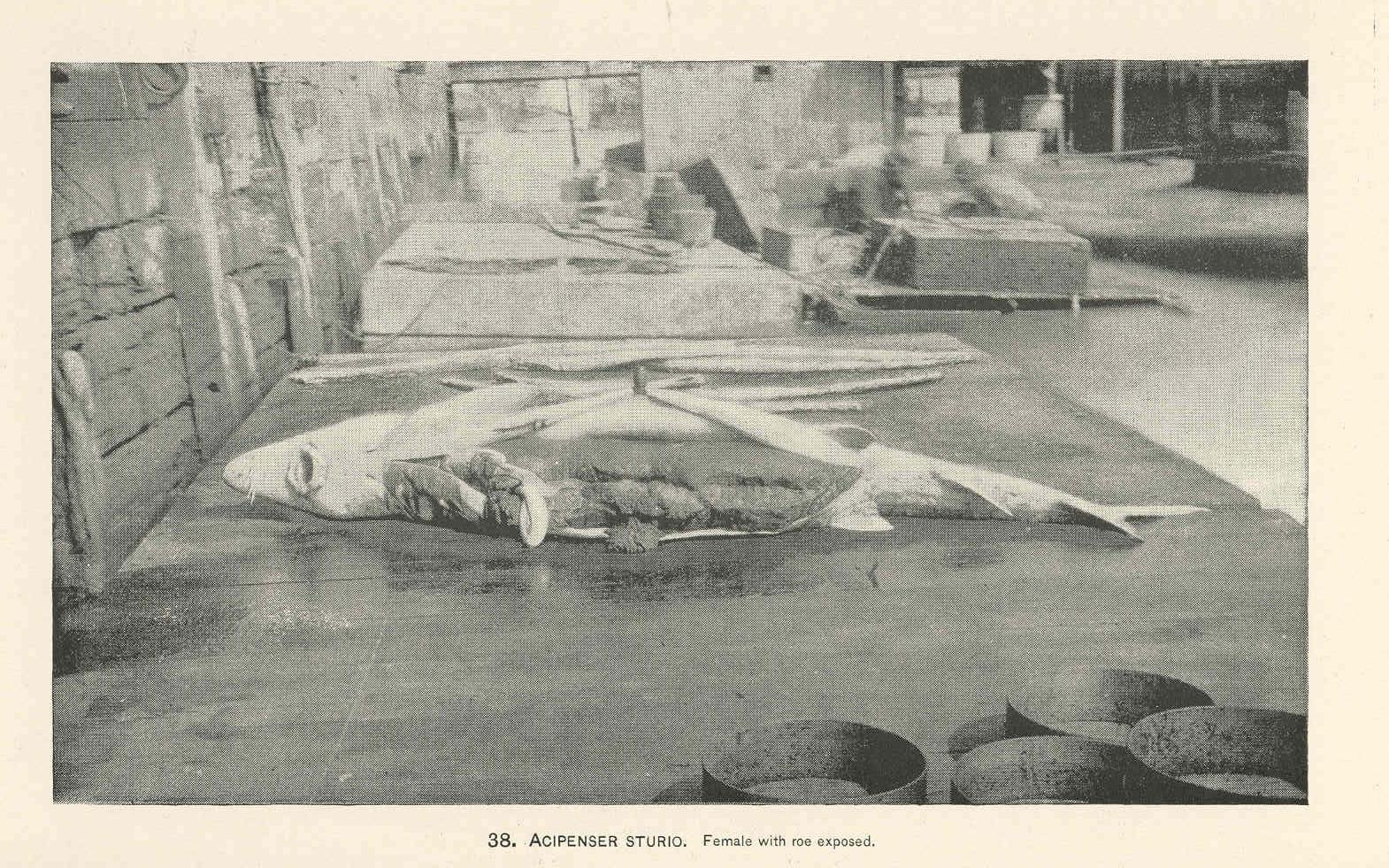
Az előbbi példány a hasán felvágva, hogy az ikrákat láthassuk
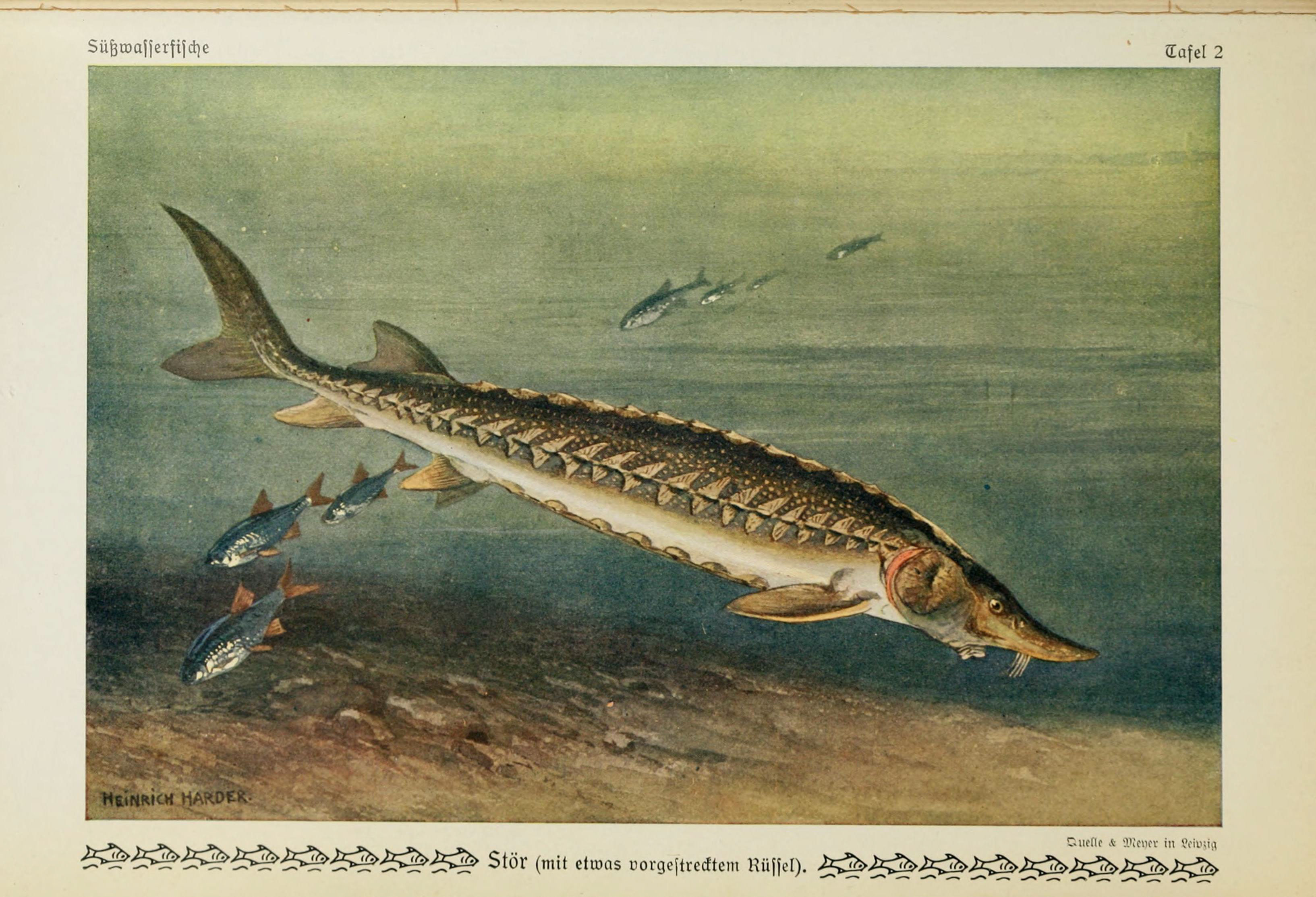
Festmény a halról
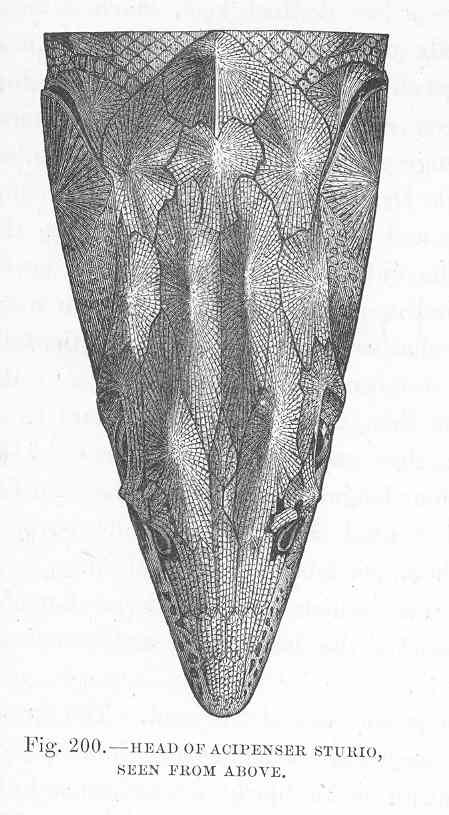
Rajz a fejéről, felülről
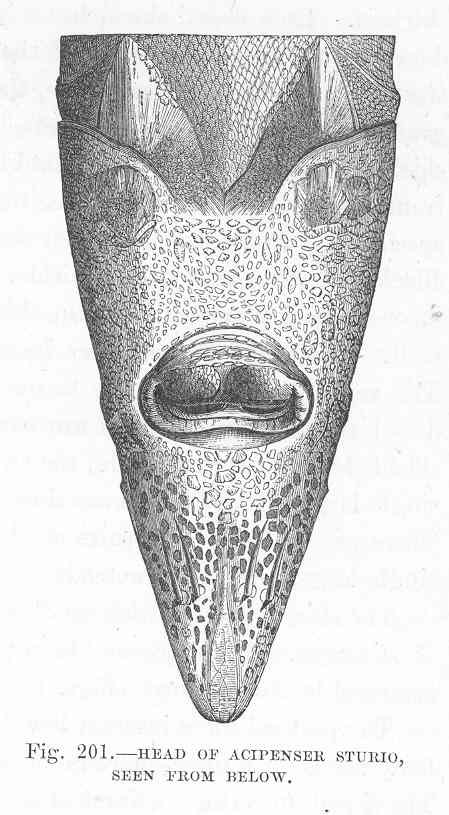
és alulról